# Bükktótfalu
Bükktótfalu (Stremț), település Romániában, a Partiumban, Máramaros megyében.

## Fekvése
Szilágycsehtől északnyugatra, a Bükk-hegység alatt, Felsővárca és Kecskésfalva közt fekvő település.

## Története
Bükktótfalu, Tótfalu nevét 1410-ben említette először oklevél Totfalu néven a Béltekiek és a Bélteki Drágfiak birtokaként.
1474-ben Thothfalw, 1543-ban Thofalw, 1629-ben Tottffalu, 1733-ban Strentz, 1750-ben Sztrencz, 1760-1762 között Tótfalu, 1808-ban
Sztremsz, 1913-ban Bükktótfalu véven írták.
1451-ben Tótfalut Báthory Szaniszló fiának, Istvánnak ítélték Kusalyi Jakcsi László fiai: András és László ellenében.
1543-ban a középszolnoki Thotfalw-t Felső-Várcza és Vadafalva között említették.
1549-ben 1 kapu után adóztak Drágfi özvegyének a jobbágyai, míg 3 szegény és 2 új ház felmentést nyert az adózás alól.
1569-ben János Zsigmond idősb Gyulafi Lászlónak adományozta Tottfalw-t.
1733-ban Bükk-Tótfaluban (Strentz) 10 volt román jobbágy család élt.
1910-ben 650 lakosából 13 magyar, 636 román volt. Ebből 636 görögkatolikus, 13 izraelita volt.
A trianoni békeszerződés előtt Szilágy vármegye Szilágycsehi járásához tartozott.

## Nevezetességek
- Görögkatolikus fatemploma - 1710-ben épült. Az új kőtemplom 1886 körül épült. Anyakönyvet 1858-tól vezetnek.

## Források

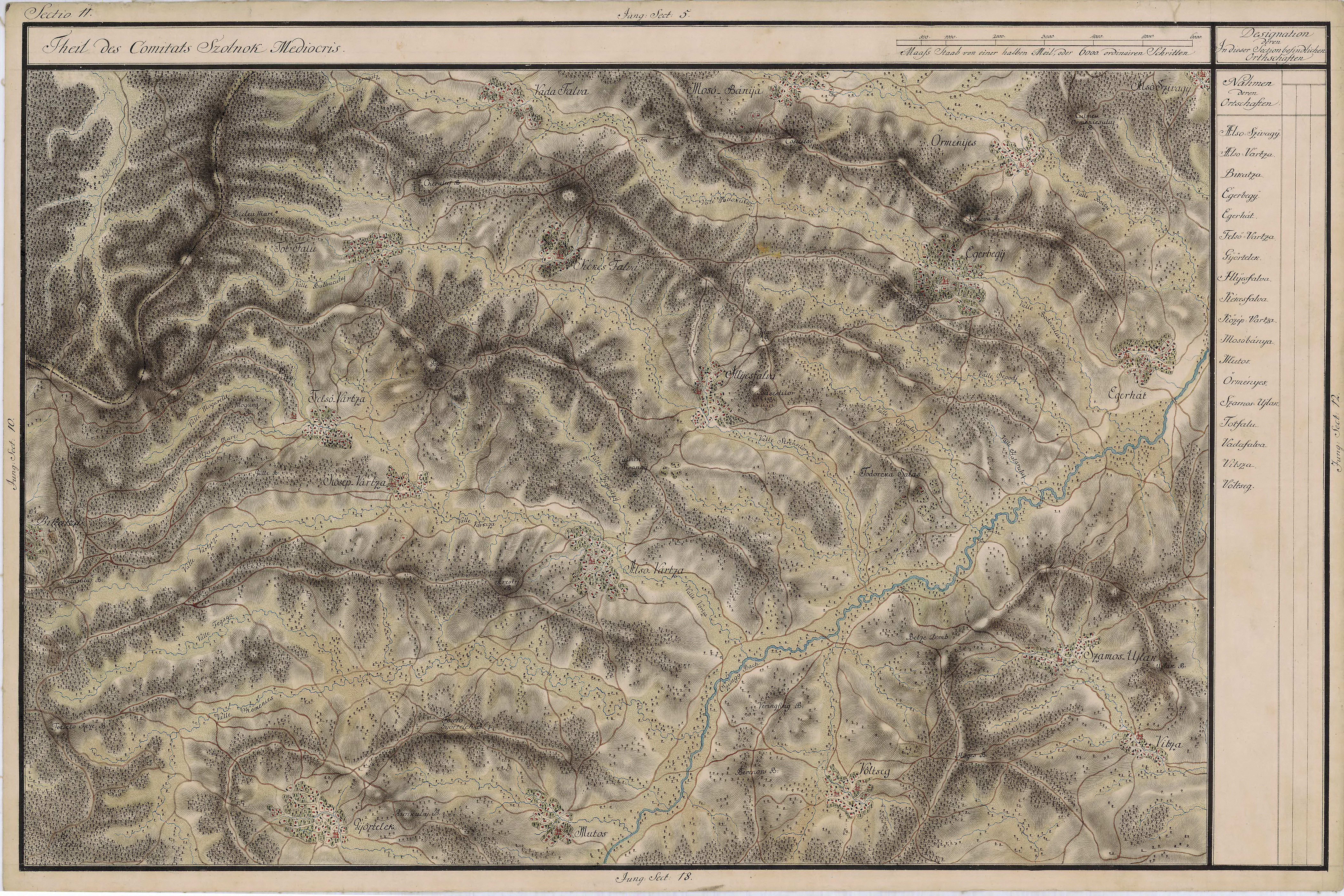
Bükktótfalu egy régi térképen